# Campeonato mundial Sub 20 de hockey patines masculino de 2007
El III Campeonato mundial Sub 20 de hockey sobre patines masculino se celebró en Chile en 2007, con la participación de 16 Selecciones nacionales masculinas de hockey patines de categoría Junior, es decir, compuestas exclusivamente por jugadores menores de veinte años, todas ellas participantes por libre inscripción. Todos los partidos se disputaron en el Gimnasio Olímpico Municipal de San Miguel de la ciudad de Santiago de Chile.

## Clasificación final
| Posición | Equipo         |
| -------- | -------------- |
| 1        | España         |
| 2        | Portugal       |
| 3        | Argentina      |
| 4        | Chile          |
| 5        | Italia         |
| 6        | Francia        |
| 7        | Suiza          |
| 8        | Colombia       |
| 9        | Brasil         |
| 10       | Alemania       |
| 11       | Angola         |
| 12       | Estados Unidos |
| 13       | Inglaterra     |
| 14       | Sudáfrica      |
| 15       | Australia      |
| 16       | Ecuador        |

| Predecesor: Campeonato Mundial Sub 20 2005 | Campeonato mundial Sub 20 de hockey patines 2007 | Sucesor: Campeonato Mundial Sub 20 2009 |

- Datos: Q498587